# Сорокіна Валерія Михайлівна
Валерія Михайлівна Сорокіна  (рос. Валерия Михайловна Сорокина, 29 березня 1984) — російська бадмінтоністка, олімпійська медалістка.

## Виступи на Олімпіадах
| Олімпіада   | Дисципліна    | Місце |
| ----------- | ------------- | ----- |
| Лондон 2012 | мікст         | 8T    |
| Лондон 2012 | парний розряд | 3     |